# Alchemilla tredecimloba
Alchemilla tredecimloba é uma espécie de rosácea do gênero Alchemilla, pertencente à família Rosaceae.